# Birgit Fischer
Birgit Fischer (Brandenburg an der Havel (toenmalig DDR), 25 februari 1962) is een voormalig kanovaarster, de op één na succesvolste Duitse olympische deelneemster en de succesvolste olympische kanovaarder (m/v) aller tijden met acht gouden en vier zilveren medailles. Daarnaast werd ze in de K1, K2 en K4 in totaal 27 maal wereldkampioen.
Fischer nam tussen 1984 tot 1993 als Birgit Schmidt aan de wedstrijden deel. Ze was in deze periode gehuwd met een kanovaarder. Uit dit huwelijk werden een zoon en een dochter geboren.
Haar broer Frank Fischer is viervoudig wereldkampioen in de kanosport en zijn dochter Fanny Fischer won ook wereld- en Europese titels in de kanosport.

## Olympische Spelen
Fischer nam in 1980 voor het eerst deel aan de Spelen in Moskou als deelnemer voor de DDR. Hier veroverde ze haar eerste gouden medaille in de K1 op de 500 meter. Aan de Olympische Zomerspelen 1984 nam ze vanwege de boycot van de DDR aan deze spelen niet deel. Bij haar tweede deelname, op de Spelen van 1988, veroverde ze drie medailles; zilver op de K1 500 meter en goud op de K2 500 meter (met Anke Nothnagel en K4 500 meter (met Anke Nothnagel, Ramona Portwich en Heike Singer). Bij haar derde deelname, op de Spelen van 1992, veroverde ze twee medailles; goud op de K1 500 meter en zilver op de K4 500 meter (met Ramona Portwich, Katrin Borchert en Anke von Seck). Bij haar vierde deelname, op de Spelen van 1996, veroverde ze ook twee medailles; zilver op de K2 500 meter (met Ramona Portwich) en goud op de K4 500 meter (met Ramona Portwich, Manuela Mucke en Anett Schuck). Op de K1 500 meter werd ze vierde. Bij haar vijfde deelname, op de Spelen van 2000 was ze de vlaggendraagster voor Duitsland. Ze veroverde ook hier twee medailles; goud op de K2 500 meter (met Katrin Wagner) en goud op de K4 500 meter (met Katrin Wagner, Manuela Mucke en Anett Schuck). Bij haar zesde deelname, op de Spelen van 2004 veroverde ze ook weer twee medailles; zilver op de K2 500 meter (met Carolin Leonhardt) en goud op de K4 500 meter (met Carolin Leonhardt, Katrin Wagner en Maike Nollen).

## Belangrijke resultaten
| Kampioenschap | 1980 | 1984 | 1988   | 1992   | 1996   | 2000 | 2004   |
| ------------- | ---- | ---- | ------ | ------ | ------ | ---- | ------ |
| OS K1 500 m   | Goud |      | Zilver | Goud   | 4e     |      |        |
| OS K2 500 m   |      |      | Goud   |        | Zilver | Goud | Zilver |
| OS K4 500 m   |      |      | Goud   | Zilver | Goud   | Goud | Goud   |

- Gemeinsame Normdatei: 131722425
- Virtual International Authority File: 25744662
- WorldCat: E39PBJtxjjwFWqtDFGFJFB7mBP

1948: Karen Hoff ·
1952: Sylvi Saimo ·
1956: Jelizaveta Dementjeva ·
1960: Antonina Seredina ·
1964: Ljoedmila Pinajeva-Chvedosjoek ·
1968: Ljoedmila Pinajeva-Chvedosjoek ·
1972: Joelia Rjabtsjinskaja ·
1976: Carola Zirzow ·
1980: Birgit Fischer ·
1984: Agneta Andersson ·
1988: Vanja Gesjeva ·
1992: Birgit Schmidt-Fischer ·
1996: Rita Kőbán ·
2000: Josefa Idem-Guerrini ·
2004: Natasa Janics ·
2008: Inna Osipenko-Radomska ·
2012: Danuta Kozák ·
2016: Danuta Kozák ·
2020: Lisa Carrington ·
2024: Lisa Carrington
1960: Antonina Seredina & Maria Sjoebina ·
1964: Roswitha Esser & Annemarie Zimmermann ·
1968: Roswitha Esser & Annemarie Zimmermann ·
1972: Jekaterina Koerysjko & Ljoedmila Pinajeva-Chvedosjoek ·
1976: Nina Gopova & Galina Kreft ·
1980: Martina Bischof & Carsta Genäuß ·
1984: Agneta Andersson & Anna Olsson ·
1988: Anke Nothnagel & Birgit Schmidt-Fischer ·
1992: Ramona Portwich & Anke von Seck-Nothnagel ·
1996: Agneta Andersson & Susanne Gunnarsson-Wiberg ·
2000: Birgit Fischer & Katrin Wagner-Augustin ·
2004: Natasa Janics & Katalin Kovács ·
2008: Natasa Janics & Katalin Kovács ·
2012: Tina Dietze & Franziska Weber ·
2016: Danuta Kozák & Gabriella Szabó ·
2020: Lisa Carrington & Caitlin Regal ·
2020: Lisa Carrington & Alicia Hoskin
1984: Agafia Constantin & Nastasia Ionescu & Tecla Marinescu & Maria Ştefan ·
1988: Anke Nothnagel & Ramona Portwich & Birgit Schmidt-Fischer & Heike Singer ·
1992: Kinga Czigány & Éva Dónusz & Rita Kőbán & Erika Mészáros ·
1996: Birgit Fischer & Manuela Mucke & Ramona Portwich & Anett Schuck ·
2000: Birgit Fischer & Manuela Mucke & Anett Schuck & Katrin Wagner-Augustin ·
2004: Birgit Fischer & Carolin Leonhardt & Maike Nollen & Katrin Wagner-Augustin ·
2008: Fanny Fischer & Nicole Reinhardt & Katrin Wagner-Augustin & Conny Waßmuth ·
2012: Krisztina Fazekas & Katalin Kovács & Danuta Kozák & Gabriella Szabó ·
2016: Tamara Csipes & Krisztina Fazekas-Zur & Danuta Kozák & Gabriella Szabó ·
2020: Kozák & Csipes & Kárász & Bodonyi ·
2024: Carrington & Hoskin & Brett & Vaughan